# Spathiphyllum brent-berlinii
Spathiphyllum brent-berlinii Croat – gatunek wieloletnich, wiecznie zielonych roślin zielnych z rodzaju skrzydłokwiat, z rodziny obrazkowatych, występujący w północnym Peru, zasiedlający równikowe lasy deszczowe.